# Machir (fils de Manassé)
Machir est le fils premier-né de Manassé fils de Joseph et de Asnath. Ses descendants s'appellent les Machirites.

## Ascendance de Machir
Machir est le fils premier-né de Manassé,,,.

## Descendance de Machir
Machir a pour fils Galaad né en Égypte,,,,.
Machir a une fille non nommée née en Égypte qui se marie avec Hesron veuf âgé de soixante ans et fils de Perets et lui donne un fils appelé Ségub. Une sœur de Galaad s'appelle Hammoléheth.

## Machir en Égypte
Machir fils de Manassé est né en Égypte. La famille des Machirites dont l'ancêtre est Machir sort du pays d'Égypte avec Moïse,.